# Nordirlands fodboldforbund
 Ikke at forveksle med Football Association of Ireland.
Irish Football Association (IFA) er Nordirlands nationale fodboldforbund og dermed det øverste ledelsesorgan for fodbold i landet. Det administrerer Irish Premier League, Irish Cup og Nordirlands fodboldlandshold og har hovedsæde i Belfast.
Forbundet blev grundlagt i 1880 og er verdens fjerdeældste fodboldforbund. Oprindeligt organiserede det al fodbold på den irske ø, men ved delingen af Irland fik Football Association of Ireland ansvaret på dette område i Republikken Irland. IFA blev medlem af FIFA i 1911 og medlem af UEFA i 1954.

## Ekstern henvisning
- irishfa.com

| Fodbold | Spire Denne artikel om en fodboldorganisation er en spire som bør udbygges. Du er velkommen til at hjælpe Wikipedia ved at udvide den. |